# Marc Baecke
Marc Baecke (24 de juliol de 1956 - 21 de gener de 2017) fou un futbolista belga.

## Selecció de Bèlgica
Va formar part de l'equip belga a la Copa del Món de 1982. Pel que fa a clubs, jugà a Beveren i Kortrijk.